# Rajko Milošević
Rajko Milošević, noto anche come R.M. Guéra (Belgrado, 24 novembre 1959), è un fumettista e illustratore serbo.
Fra i suoi lavori principali si possono citare "Elmer Jones" (sceneggiatore: Dragoljub "Dragan" Savić), "Scalped" (sceneggiatore: Jason Aaron) e "Le Lièvre de Mars" (sceneggiatore: Patrick Cothias).